# Exposed... The Secret Life of The Veronicas
Exposed… The Secret Life of The Veronicas é um CD/DVD, foi liberado na australia em 2 de dezembro de 2006.
O DVD apresenta um rockdocumentario, incluindo tudo, desde a sua história a partir de 2005-2006, imagens e videos da música de "4ever", "Everything I'm Not", "When It All Falls Apart" e "Revolution". nunca vistos antes. O CD apresenta espectáculos ao vivo a partir da Revolution Tour australiana.
Fez sua estréia no número seis na australiana DVD Chart, acreditante Platina por ARIA. Em sua segunda semana ela moveu-se três pontos ao número três e acreditação dupla platina.

## Track listing

### Disk 1: DVD
1. Exposed… The Secret Life of The Veronicas Documentary

Live Performances
1. "Everything I'm Not"
2. "When It All Falls Apart"
3. "Speechless"
4. "Mouth Shut"
5. "Mother Mother"
6. "4ever"

Music Videos
1. The Introduction
2. "4ever"
3. "Everything I'm Not"
4. "When It All Falls Apart"
5. "Revolution"
6. Bonus Material: On Tour With The Veronicas

### Disk 2: CD Live In Australia 2006 Revolution Tour
1. "4ever"
2. "Everything I'm Not"
3. "When It All Falls Apart"
4. "Revolution"
5. "Leave Me Alone"
6. "Heavily Broken"

## Paradas
| Parada (2006)         | Melhor posição |
| --------------------- | -------------- |
| ARIA Top 40 DVD Chart | 3              |

| Parada         | Certificação | Vendas  |
| -------------- | ------------ | ------- |
| Austrália ARIA | 2× Platina   | 30,000+ |